# Atlantic Records
Atlantic Records (Atlantic Recording Corporation — «Атлантическая звукозаписывающая корпорация») — американский лейбл звукозаписи, принадлежащий компании Warner Music Group.

## История
Основан в 1947 году Ахметом Эртегюном и Хербом Абрамсоном.
Изначально лейбл был ориентирован на джаз и ритм-энд-блюз. В начале 1950-х к Ахмету присоединились инженер и продюсер Том Дауд, вице-президент Джерри Векслер, а затем Несухи Эртегюн. Брат Ахмета Эртегуна Нешуи был главой отдела A&R и контролировал состав лейбла. В 1950-х годах из-за бешеной популярности записывающейся там Рут Браун компания получила прозвище «Дом, который построила Рут».
С 1955 года Несухи возглавлял джазовое подразделение, и на его счету важные контракты с Чарльзом Мингусом и Джоном Колтрейном. Позднее этот пост занял Джоэл Дорн. Хотя компания начинала как независимый рекорд-лейбл, она стала одним из основных игроков на музыкальном рынке в 1960-х с такими мейнстримовыми партнёрами, как Сонни и Шер. Среди основных конкурентов были Columbia Records и RCA Records.
В октябре 1967 года Warner Music Group, в качестве существовавшего на тот момент объединения Warner Bros.-Seven Arts, приобрела Atlantic Records напрямую у основателя. Для Warner Music Group данное приобретение, помимо самого лейбла и артистов Atlantic Records, принесло также права на записи, сделанные на лейбле Stax, согласно пункту в дистрибьюционном соглашении, заключенном между Stax и Atlantic.
На протяжении всей истории с лейблом сотрудничали многие популярные и значимые артисты, в частности Рэй Чарльз, Led Zeppelin, Арета Франклин, ABBA, Эд Ширан, Бруно Марс, Lizzo, Sia, Skrillex, Coldplay, Чарли Пут и Cardi B.
В 2004 году Atlantic и её родственный лейбл Elektra были объединены в Atlantic Records Group. Крейг Каллман является председателем Atlantic. Ахмет Эртегюн занимал должность председателя-основателя до своей смерти 14 декабря 2006 года в возрасте 84 лет.